# Oncorhynchus clarkii henshawi
La trota golarossa di Lahontan (Oncorhynchus clarkii henshawi) è la più grande sottospecie di trota golarossa ed è un pesce endemico dello stato del Nevada. È una delle tre sottospecie di trote che sono elencate come minacciate a livello federale.

## Storia naturale

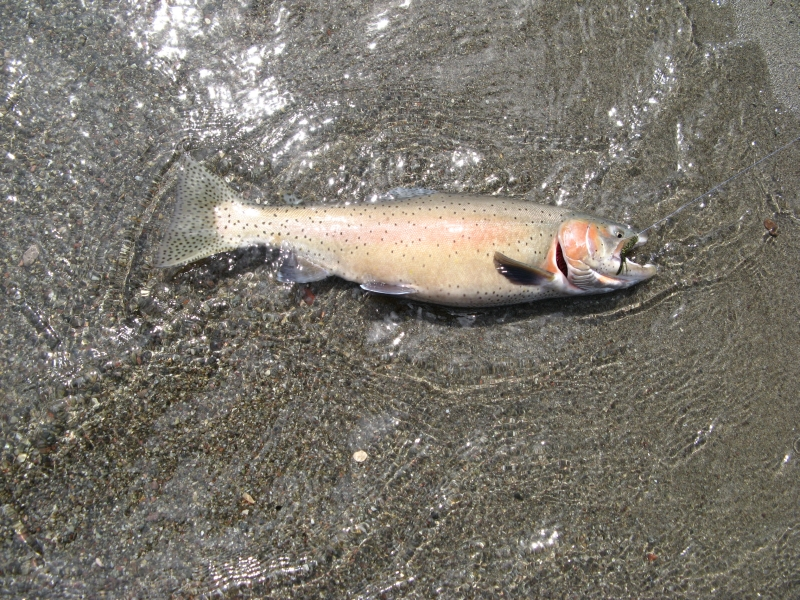
Trota golarossa di Lahontan, nel lago Pyramid, Nevada.

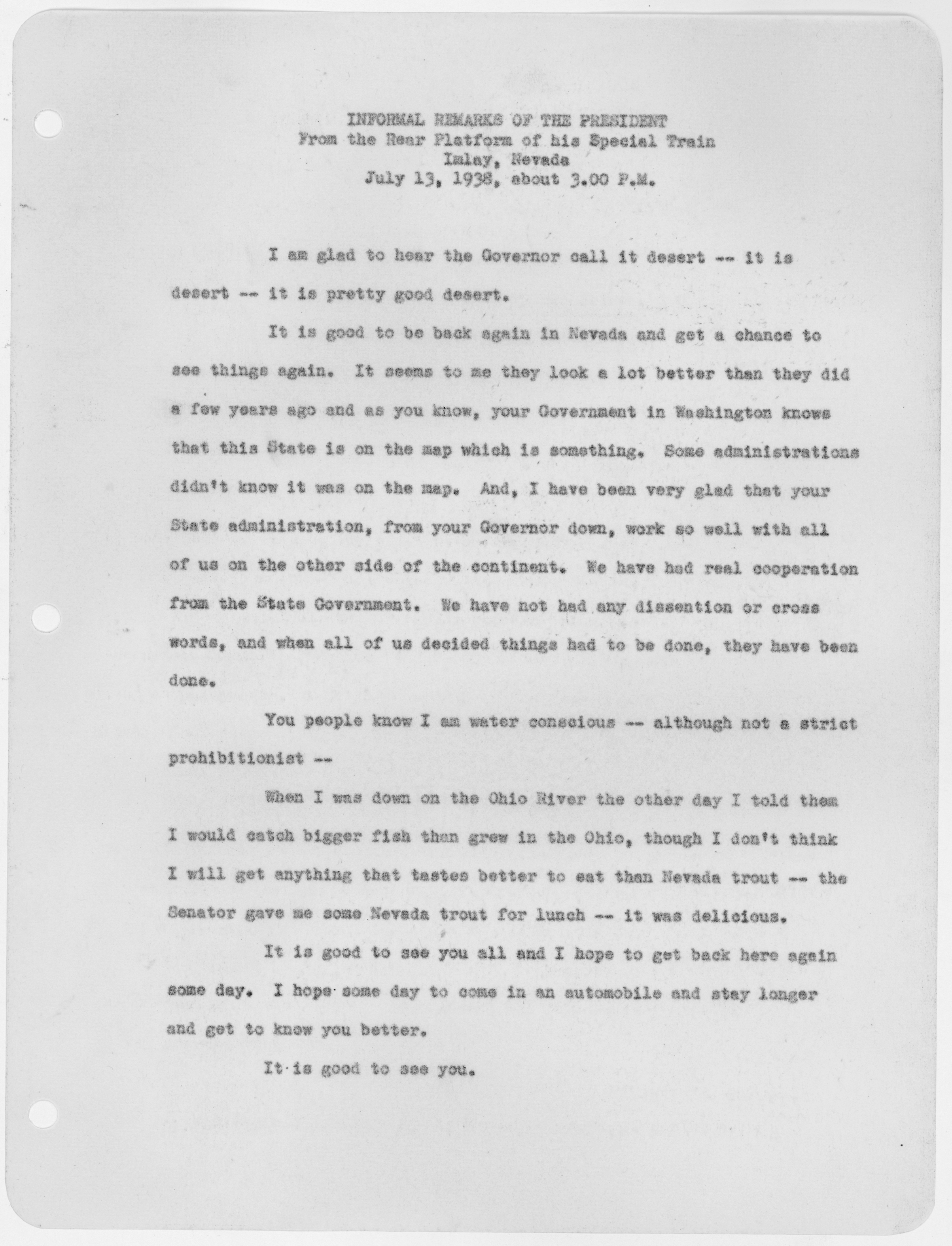
1938: osservazioni di Franklin Delano Roosevelt sul gusto della trota del Nevada.

La golarossa di Lahontan è originaria dei drenaggi dei fiumi Truckee, Humboldt, Carson, Walker, Quinn e di numerosi fiumi più piccoli nel Gran Bacino del Nord America. Questi erano tutti affluenti dell'antico Lago Lahontan durante l'era glaciale fino a quando il lago si è ridotto a resti come il lago Pyramid e il lago Walker, circa 7000 anni fa, sebbene il lago Tahoe — da cui nasce il fiume Truckee che scarica le sue acque nel lago Pyramid — sia ancora un grande lago di montagna.
Le trote di Lahontan si sono evolute in un grande predatore (esemplari lunghi fino a 1 metro) e moderatamente longevo che mangia ciprinidi e altri pesci lunghi fino a 30 o 40 centimetri. La trota è stata in grado di rimanere un predatore nei grandi laghi residui dove i pesci da preda continuavano a prosperare, ma le popolazioni a monte furono costrette ad adattarsi a mangiare pesci e insetti più piccoli. Alcuni esperti considerano O. c. henshawi nell'alto fiume Humboldt e affluenti una sottospecie separata, O. clarkii humboldtensis o trota golarossa di Humboldt, che si è adattata a vivere in piccoli corsi d'acqua anziché in grandi laghi.
La trota golarossa record, di qualsiasi sottospecie, è stata catturata nel lago Pyramid e pesava 18,6 kg., sebbene esistano prove aneddotiche e fotografiche di pesci ancora più grandi pescati in questo lago.

## Storia umana
Le golarossa di Lahontan dei laghi Pyramid e Walker erano di notevole importanza per la tribù di nativi americani Paiute. Queste trote, così come i cui-ui, predatori trovati solo nel lago Pyramid, erano pilastri dietetici e venivano utilizzate da altre tribù della zona.
Quando John C. Frémont e Kit Carson risalirono il fiume Truckee, il 16 gennaio 1844, lo chiamarono "Salmon Trout River", dal nome dell'enorme trota golarossa di Lahontan che transitava nel fiume, verso il lago Pyramid per riprodursi.
L'insediamento umano nel Grande Bacino ha quasi fatto estinguere questa specie. Durante il XIX e l'inizio del XX secolo, le golarossa di Lahontan vennero catturate in maniera massiccia e spedite nelle città e nei campi minerari in tutto l'Ovest; le stime parlano 450.000 kg ogni anno tra il 1860 e il 1920. Una diga nella Mason Valley ha bloccato la loro migrazione per la riproduzione dal lago Walker. Nel 1905, la diga di Derby sul fiume Truckee, sotto Reno, interferì con le rotte di riproduzione del lago Pyramid. Nel 1907 un passaggio per pesci mal progettato fu spazzato via, mentre un malfunzionamento delle deviazioni dell'acqua verso le fattorie site nell'area di Fallon, nel Nevada, bloccò la deposizione delle uova che si essiccarono sotto la diga. Nel 1943, la popolazione di questa specie, nel lago Pyramid, era già estinta. La popolazione nel lago Tahoe si estinse nel 1930 a causa della competizione e della consanguineità con la trota iridea da poco introdotta, la predazione della trota di lago e le malattie introdotte insieme a queste specie esotiche.
Le popolazioni a monte sono state isolate e decimate da pascoli mal gestiti e prelievi eccessivi di acqua per l'irrigazione, nonché da ibridazione, competizione e predazione da salmonidi non nativi. Questo è importante, poiché anche se le trote golarossa di Lahontan possono abitare in laghi o corsi d'acqua, hanno bisogno di procreare nei torrenti.

## Qualità dell'acqua del lago Pyramid e del fiume Truckee
Il lago Pyramid, il secondo lago naturale più grande degli Stati Uniti occidentali, prima della costruzione della diga del Derby, che deviò l'acqua dal lago, è stato al centro di numerose indagini sulla qualità dell'acqua, la più dettagliata a partire dalla metà degli anni '80. Sotto la direzione della US Environmental Protection Agency è stato applicato un Modello di trasporto idrologico dinamico e completo di idrologia, il Dynamic Stream Simulation and Assessment Model (DSSAM), per analizzare gli impatti di una varietà di decisioni sull'uso del suolo e sulla gestione delle acque reflue negli 8100 km² del Bacino del fiume Truckee. Queste analisi hanno permesso di prendere decisioni più mirate in merito ai bacini idrografici, nonché la gestione degli effluvi scaricati nel fiume Truckee.

## Conservazione
La trota di Lahontan attualmente occupa una piccola parte della sua gamma storica. L'ostacolo principale al suo mantenimento è la predazione da parte di salmonidi non autoctoni, da trota di ruscello (Salvelinus fontinalis) alla spigola fluviale, dalla trota di lago (Salvelinus namaycush) alla spigola lacustre. Inoltre, l'ibridazione con la trota iridea non autoctona (Oncorhynchus mykiss) continua a minacciare il recupero della pura tagliagola di Lahontan. Nel sistema del fiume Truckee, solo il lago dell'Indipendenza ha continuamente ospitato la sua storica popolazione nativa di Lahontan, anche se il numero precariamente basso di esemplari è aumentato di recente a seguito di un piano quinquennale di rimozione delle trote di ruscello.
I laghi Pyramid e Walker sono stati popolati di pesci catturati nel lago Summit (Nevada) e nel lago Heenan, e queste popolazioni sono gestite da vivai. Sfortunatamente, la varietà Summit non vive tanto a lungo o cresce quanto la varietà originale di pesci. Tuttavia, negli anni '70, i pesci che si ritiene fossero stati allevati quasi un secolo fa dal ceppo lago Pyramid sono stati scoperti in un piccolo ruscello lungo l'area Pilot Peak del confine occidentale dello Utah, e sono una corrispondenza genetica del ceppo originale. Questa varietà Pilot Peak è ora parte integrante dei programmi di reintroduzione gestiti dal servizio US Fish and Wildlife.
La conservazione di habitat altamente complementari è cruciale per la sopravvivenza delle diverse classi di età della trota golarossa, con ghiaie pulite necessarie per la riproduzione, habitat a canale laterale a lenta rotazione utilizzati dai pesci giovani e habitat più profondi come stagni di castori per pesci adulti di grandi dimensioni.
Sono state classificate come specie in via di estinzione tra il 1970 e il 1975, quindi la classificazione è stata cambiata in specie minacciata nel 1975 e ribadita come minacciata nel 2008.
Sebbene le trote golarossa di Lahontan abbiano poche possibilità di sopravvivere a lungo nel lago Tahoe, il Dipartimento della fauna selvatica del Nevada (NDOW) le ha inserite, al posto delle trote iridee, sulla sponda del lago del Nevada nell'estate 2011. L'obiettivo è consentire ai pescatori di catturare per la prima volta la trota autoctona del Lago Tahoe dal 1939. L'esemplare record dello stato della California fu catturato nel Lago Tahoe nel 1911 da William Pomin, del peso di 14,23 kg.
Poiché tollera l'acqua che sarebbe troppo alcalina per altre trote, le golarossa di Lahontan si trova nei laghi alcalini al di fuori della sua gamma nativa, tra cui il lago Lenore, il lago Grimes e il lago Omak nel centro dello stato di Washington e nel lago Mann nell'Oregon nel Deserto di Alvord ad est del monte Steens.